# Tuguldur Tuulkhangai
Tuguldur Tuulkhangai (né le 17 juin 1985) est un coureur cycliste mongol.

## Biographie
Tuguldur Tuulkhangai participe en 2006 aux Jeux asiatiques de Doha. Il termine sixième de la course en ligne. L'année suivante, il termine deuxième du championnat de Mongolie sur route et du contre-la-montre. 
Lors de la saison 2008, il remporte son premier titre de Champion de Mongolie du contre-la-montre  et prend la troisième place de l’épreuve en ligne.
En 2009, il s'adjuge son tour national ainsi que quatre étapes. Lors de la saison 2010, il gagne les deux championnats de Mongolie.

## Palmarès sur route

### Par année
| - 2007 - 2e du championnat de Mongolie sur route - 2e du championnat de Mongolie du contre-la-montre - 2008 - Champion de Mongolie du contre-la-montre - 3e du championnat de Mongolie sur route - 2009 - Tour de Mongolie : - Classement général - 1re, 4e, 5e et 6e étapes - 2e du championnat de Mongolie du contre-la-montre - 2010 - Champion de Mongolie sur route - Champion de Mongolie du contre-la-montre - 4e étape de la Bình Dương TV Cúp - Ho Chi Minh City Television Cup : - Classement général - 13e étape - 2e de la Bình Dương TV Cúp - 2011 - 2e du championnat de Mongolie sur route - 3e du championnat de Mongolie du contre-la-montre | - 2013 - 2e étape du Tour du lac Poyang - Médaillé de bronze de la course en ligne aux Jeux de l'Asie de l'Est - 7e du championnat d'Asie sur route - 2014 - 7e du championnat d'Asie sur route - 2015 - Champion de Mongolie du contre-la-montre - 3e du championnat de Mongolie sur route - 2016 - 2e du championnat de Mongolie sur route - 2e du championnat de Mongolie du contre-la-montre - 2018 - 3e du championnat de Mongolie du contre-la-montre - 8e du championnat d'Asie sur route - 2019 - 3e du championnat de Mongolie du contre-la-montre |

### Classements mondiaux
| Année         | 2007 | 2008 | 2009 | 2010 | 2011 | 2012 | 2013 | 2014 | 2015 | 2016 | 2017 | 2018 |
| ------------- | ---- | ---- | ---- | ---- | ---- | ---- | ---- | ---- | ---- | ---- | ---- | ---- |
| UCI Asia Tour | 62e  | 78e  | 145e | 43e  | 93e  | 249e | 120e | 157e | 102e | 193e | 308e | 82e  |

## Palmarès en VTT
- 2005
  - 3e du championnat de Mongolie de cross-country